# Vismia affinis
Vismia affinis är en johannesörtsväxtart som beskrevs av Daniel Oliver. Vismia affinis ingår i släktet Vismia och familjen johannesörtsväxter. Inga underarter finns listade i Catalogue of Life.